# Anel da pureza

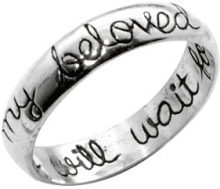
Um anel de pureza

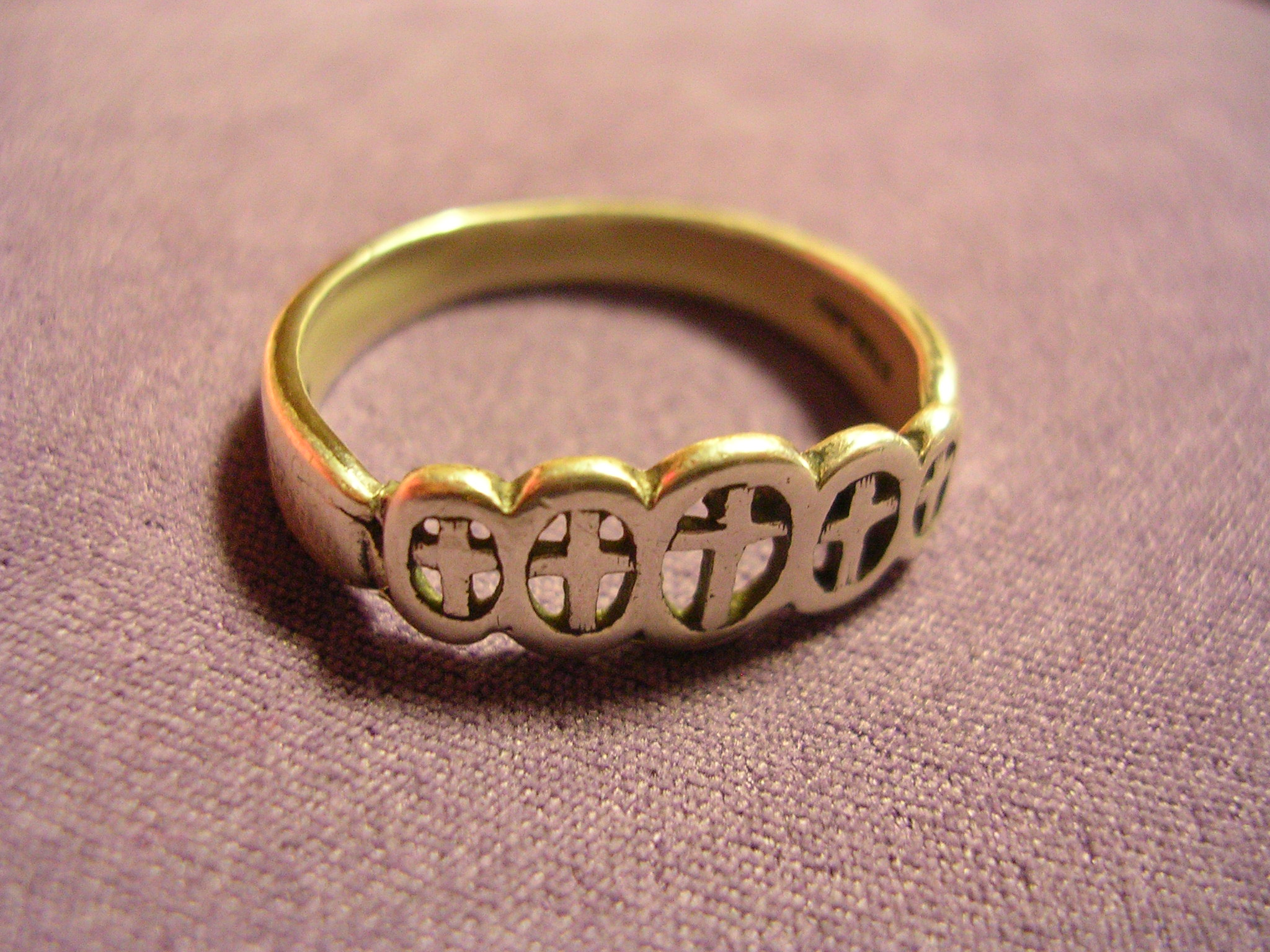
Um anel de pureza

O anel da pureza também conhecido como anel de prata, anel de santidade, anel da castidade ou anel da virgindade é um símbolo da abstinência sexual entre jovens, até o casamento. O acessório tornou-se comum entre adolescentes e já foi utilizado por artistas como os integrantes do grupo Jonas Brothers e Miley Cyrus, atriz de Hannah Montana, as atrizes e cantoras Demi Lovato e Selena Gomez, além da atriz Danielli Winitz.

## Origem
Nos anos 90, nos Estados Unidos, organizações evangélicas que promovem pactos de pureza e virgindade antes do casamento, como True Love Waits e Silver Ring Thing usam o anel de pureza como um símbolo de compromisso.
O Anel da Pureza também é conhecido como "anel de prata" ou "anel de santidade", foi uma iniciativa do pastor Danny Patton, preocupado com a sexualidade de suas filhas e com a decadência moral americana. Ele propõe a espera do adolescente para viver experiências sexuais em um contexto de fidelidade e compromisso: o casamento.
O lançamento oficial no Brasil aconteceu em maio de 2008, no Tribal Generation. O evento foi realizado na cidade de Uberlândia (MG), um movimento de redes ministeriais que reuniu aproximadamente quatro mil participantes, entre eles brasileiros e latinos de 17 países. O grupo Eu Escolhi Esperar existe desde o abril de 2011 e oferece anéis da pureza a todos que participam a seus eventos.
Acredita-se que mais 300.000 pessoas já participaram de algum evento do Silver Ring Thing e mais de 110.000 já aderiram o movimento, sendo uma realidade em vários países como França, Romênia e África do Sul.